# Hypognatha tingo
Hypognatha tingo Levi, 1996 è un ragno appartenente alla famiglia Araneidae.

## Etimologia
Il nome della specie deriva dalla località peruviana di rinvenimento: Tingo María

## Caratteristiche
L'olotipo maschile rinvenuto ha dimensioni: cefalotorace lungo 1,39 mm, largo 1,17 mm; opistosoma lungo 2,1 mm, largo 2,1 mm.

## Distribuzione
La specie è stata reperita nel Perù centrale: 69 km ad est di Tingo María, nella regione di Huánuco.

## Tassonomia
Al 2014 non sono note sottospecie e dal 1996 non sono stati esaminati nuovi esemplari.